# بوشاد
بوشاد یک روستا در ایران است که در دهستان باقران واقع شده‌است. بوشاد ۱۷۰ نفر جمعیت دارد.